# Getúlio Cruz
Getúlio Alberto de Sousa Cruz (Boa Vista, 17 de novembro de 1950) é um radialista , economista, professor, empresário e político brasileiro. Filiado ao PSDB, foi governador de Roraima entre 1985 e 1987.

## Carreira política
Começou a carreira política em 1985 ao ser nomeado governador de Roraima pelo então presidente José Sarney. Permaneceu até outubro de 1987, sendo substituído por Roberto Pinheiro Klein. Seu ingresso ao PFL em janeiro de 1985 não o impediu de filiar-se ao PMDB.
Candidatou-se a governador de Roraima em 1990 e 1994 pelo PSDB, sendo derrotado por Ottomar Pinto e Neudo Campos. Candidatou-se a senador em 1998 e 2002 nesta época se filiou ao PT e tentou surfar na popularidade do presidente Lula não logrando êxito, e a deputado federal em 2006, sem lograr êxito.
Ex aliado de Romero Jucá.